# Дурбах
Дурбах (њем. Durbach) општина је у њемачкој савезној држави Баден-Виртемберг. Једно је од 51 општинског средишта округа Ортенау. Према процјени из 2010. у општини је живјело 3.855 становника. Посједује регионалну шифру (AGS) 8317021.

## Географски и демографски подаци
Дурбах се налази у савезној држави Баден-Виртемберг у округу Ортенау. Општина се налази на надморској висини од 208 метара. Површина општине износи 26,3 km². У самом мјесту је, према процјени из 2010. године, живјело 3.855 становника. Просјечна густина становништва износи 146 становника/km².

## Међународна сарадња
| Мјесто     | Држава    | Врста сарадње | Од    |
| ---------- | --------- | ------------- | ----- |
| Шатобернар | Француска | партнерство   | 1993. |
| Бирсерберг | Аустрија  | партнерство   | 1980. |
| Извор      |           |               |       |